# Abu Ibrahim al-Hashimi al-Qurayshi
Abu Ibrahim al-Hashimi al-Qurayshi (Arabisch: أبو إبراهيم الهاشمي القرشي), eigenlijk Amir Mohammed Abdul Rahman al-Mawli al-Salbi (Arabisch: أمير محمد عبد الرحمن المولى الصلبي), (Tel Afar, oktober 1976 - Atme, 3 februari 2022) was de leider van de Islamitische Staat (IS) van oktober 2019 tot februari 2022.
Al-Hashimi beweerde, net als zijn voorganger al-Baghdadi, een directe afstamming te zijn van de Qoeraisj, de stam van de profeet Mohammed. Volgens IS was hij een religieus geleerde en ervaren commandant. Op 31 oktober 2019, minder dan een week na het overlijden van Abu Bakr al-Baghdadi, werd hij benoemd tot leider van IS.
Op 3 februari 2022 deelde Amerikaans president Joe Biden mee dat al-Hashimi zichzelf en familieleden heeft opgeblazen bij een anti-terrorismeoperatie van de Special Forces van het Amerikaanse leger in het noorden van Syrië.